# Volksabstimmungen in der Schweiz 1917
Dieser Artikel bietet eine Übersicht der Volksabstimmungen in der Schweiz im Jahr 1917.
In der Schweiz fand auf Bundesebene eine Volksabstimmung statt, im Rahmen eines Urnengangs am 13. Mai. Dabei handelte es sich um ein obligatorisches Referendum.

## Abstimmung am 13. Mai 1917

### Ergebnis
| Nr. | Vorlage | Art | Stimm- berechtigte | Abgegebene Stimmen | Beteiligung | Gültige Stimmen | Ja      | Nein    | Ja-Anteil | Nein-Anteil | Stände | Ergebnis |
| --- | --- | --- | ------------------ | ------------------ | ----------- | --------------- | ------- | ------- | --------- | ----------- | ------ | -------- |
| 75  | Bundesbeschluss betreffend die Einfügung eines Art. 41bis und eines Artikels 42, lit.g, in die Bundesverfassung (Stempelabgaben) | OR  | 894'177            | 376'063            | 42,06 %     | 357'977         | 190'288 | 167'689 | 53,16 %   | 46,84 %     | 14½:7½ | ja       |

### Stempelabgaben
Mit der Fortdauer des Ersten Weltkriegs stiegen die Kosten für die Grenzbesetzung durch die Schweizer Armee bis Ende 1916 auf rund eine halbe Milliarde Franken. Verschiedene Gebührenerhebungen und die einmalige Kriegssteuer von 1915 reichten zur Finanzierung jedoch nicht aus. Gestützt auf ein Gutachten des Nationalökonomen Julius Landmann stellte der Bundesrat im Oktober 1916 einen Antrag auf Einführung einer Stempelsteuer, gleichzeitig kündigte er weitere Steuern auf Tabak und gebrannte Wasser an. Mit dem neuen Artikel 41bis der Bundesverfassung sollte dem Bund die Kompetenz übertragen werden, Stempelabgaben auf Schecks, Wechsel, Wertpapiere, Quittungen für Versicherungsprämien und Frachturkunden erheben zu dürfen. Das Parlament stimmte dem Vorschlag mit grosser Mehrheit zu. Die bürgerlichen Parteien, der Grütliverein, der Bauernverband und der Gewerbeverband unterstützen die Vorlage. Sie priesen die Stempelsteuer als sozial gerechte Abgabe, von der die einfachen Leute weitgehend ausgenommen seien. Hingegen lehnten die Sozialdemokraten die Stempelsteuer ab und wiesen stattdessen auf ihre geplante Initiative zur Einführung einer dauerhaften direkten Bundessteuer hin, die als einzige Steuer wirklich sozial sei. Bei einer tiefen Stimmbeteiligung resultierte ein relativ knappes Volks- und Ständemehr.